# Z dalekiego kraju
Z dalekiego kraju (ang. From a far country: Pope John Paul II, wł. Da un paese lontano (Giovanni Paolo II)) – film biograficzny w reżyserii Krzysztofa Zanussiego z 1981 roku.

## Fabuła
Film przedstawia historię życia Karola Wojtyły. Losy przyszłego papieża zarysowane są na tle burzliwych i tragicznych wydarzeń XX wieku, jakie były udziałem Polski i Polaków. Akcja rozpoczyna się w 1926 roku, gdy młody Wojtyła uczestniczy w drodze krzyżowej w Kalwarii Zebrzydowskiej. Kilka lat później nazistowskie Niemcy napadają na Polskę. Karol Wojtyła szuka schronienia w domu kardynała Sapiehy.

## Obsada
- Jerzy Nowak − jako profesor
- Jonathan Blake − jako Józef
- John Franklyn Robbins − jako wikary
- Warren Clarke − jako Władek
- Carol Gillies − jako żona Władka
- Emma Relph − jako Magda
- Susan Dutton − jako aktywista
- Christopher Cazenove − jako Tadek
- Sam Neill − jako Marian
- Lisa Harrow − jako Wanda
- Maurice Denham − jako Adam Stefan Sapieha
- Cezary Morawski − jako Karol Wojtyła
- Marek Kondrat − jako milicjant w mieszkaniu Władka
- Janusz Gajos − jako dyrektor huty
- Krzysztof Kursa − jako Maksymilian Maria Kolbe
- Daniel Olbrychski − jako dowódca oddziału partyzanckiego
- Maja Komorowska − jako zakonnica w pałacu arcybiskupa krakowskiego
- Małgorzata Zajączkowska − jako zakonnica
- Edward Linde-Lubaszenko − jako ksiądz w Warszawie